# Le Vent de la nuit (album)
Pour les articles homonymes, voir Le Vent de la nuit (homonymie).
Albums de Mireille Mathieu
Olympia
(1973) Mireille Mathieu chante Ennio Morricone
(1974)
Singles
1. Folle, folle, follement heureuse
Sortie : 1974
2. L'amour oublie le temps
Sortie : 1974
3. Le vent de la nuit
Sortie : 1974

 Le Vent de la nuit est un album de la chanteuse française Mireille Mathieu sorti en 1974 sous le label Philips.

## Chansons de l'album
- Face 1

1. Le vent de la nuit (Catherine Desage/Christian Bruhn)
2. Un éléphant sur la Tamise (Pierre André Dousset/Giorgio Moroder/P. Bellotte)
3. Folle, folle, follement heureuse (T. Renis/A. Testa/Charles Aznavour)
4. L'amour oublie le temps (Catherine Desage/Christian Bruhn)
5. Un jour, on dit je t'aime (M. Simille/B. de Lancray/Paul de Senneville/O. Toussaint)
6. Au dernier printemps de notre vie (Michel Jourdan/Roland Vincent)

- Face 2

1. Mon homme (A. Willemetz/J. Charles/M. Yvain)
2. La première danse (Catherine Desage/Christian Bruhn)
3. Ciao mon cœur (Charles Aznavour/Georges Garvarentz)
4. Romantica (Catherine Desage/G. Gustin)
5. Pour te dire adieu (Pierre André Dousset/P. Porte)
6. Il jouait à l'Opéra (Pierre André Dousset/Christian Gaubert)